# Jan van Elk
Jan van Elk (Woerden, 26 november 1906 – Dachau, 27 februari 1945) was een Nederlandse verzetsstrijder tijdens de Tweede Wereldoorlog.

## Biografie
Jan van Elk werd geboren in Woerden, als zoon van melkslijter en winkelier Jan van Elk en Neeltje Lokhorst. Na het overlijden van zijn vader, in 1931, nam Van Elk diens concessie als melkslijter van melkfabriek Excelsior over. In 1932 trouwde hij met Hendrika Maria (Marie) Spruit. Het echtpaar kreeg twee kinderen.

### Tweede Wereldoorlog
Tijdens de oorlog kwam Van Elk in contact met Niek van Donkelaar, die lid was van de verzetsgroep Oranje Vrijbuiters. Van Donkelaar had behoefte aan meer onderduikadressen voor Joodse onderduikers en verzetsmensen. Op 10 maart 1943 kocht Van Elk Rijnstraat 75a (toenmalig adres Rijn 37) om dat pand voor onderduikers te gebruiken. Ook op hun woonadres aan de Kruittorenweg hadden Van Elk en zijn echtgenote onderduikers. Een van hen was Marion Bienes.
Op 25 augustus 1943 vond een inval plaats in het pand aan de Rijnstraat. Meer dan 25 joodse onderduikers en verzetsmensen werden opgepakt. Niemand van de gearresteerden overleefde de oorlog. 
Van Elk zelf werd die dag in Utrecht opgepakt. Hij was met de trein naar Utrecht gegaan, om de leden van de Oranje Vrijbuiters te waarschuwen. Hij kwam echter te laat. Een dag eerder had op Nieuwegracht 151 een inval plaatsgehad. Toen hij bij het pand aankwam werd hij door achtergebleven SD-ers gearresteerd. Op 27 augustus 1943 werd Van Elk overgebracht naar het Oranjehotel, waar hij tot 10 maart 1944 gevangen zat in cel 324. Via Kamp Vught, waar hij twee maanden verbleef, werd hij vervolgens naar Dachau getransporteerd, waar hij werd tewerkgesteld. Hij overleed op 27 februari 1945 aan de gevolgen van dysenterie en vlektyfus.

## Plaquette Rijnstraat 75a

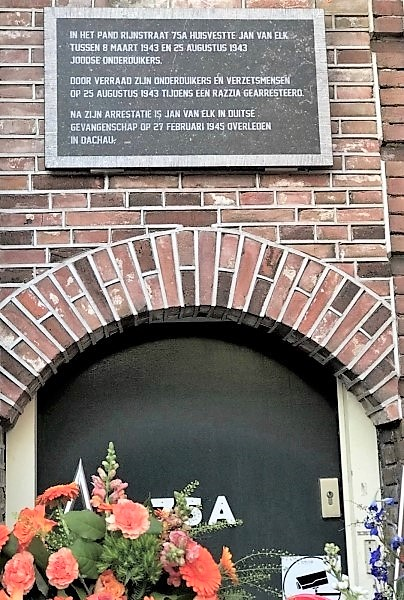
Plaquette op Rijnstraat 75a in Woerden

Een plaquette aan de gevel van het pand aan de Rijnstraat in Woerden herinnert aan Jan van Elk en de razzia. De plaquette werd op 3 november 2018 onthuld door de Israëlische ambassadeur en de burgemeester van Woerden. De plaquette bevindt zich op de muur boven het poortje dat toegang gaf tot het onderduikadres. 
De tekst op de plaquette luidt:
'In het pand Rijnstraat 75a huisvestte Jan van Elk tussen 8 maart 1943 en 25 augustus 1943 joodse onderduikers. Door verraad zijn onderduikers en verzetsmensen op 25 augustus 1943 tijdens een razzia gearresteerd. Na zijn arrestatie is Jan van Elk in Duitse gevangenschap op 27 februari 1945 overleden in Dachau.'

## Overig eerbetoon
- Zijn naam staat vermeld op de Erelijst van Gevallenen 1940-1945.[9]
- Zijn naam staat vermeld op het digitaal Monument Oranjehotel.[10]
- Zijn naam staat vermeld op het Monument voor Woerdense Oorlogsslachtoffers in Woerden.[11]
- In 2018 kreeg het echtpaar Van Elk postuum de Yad Vashem-onderscheiding uitgereikt.[12][13][14]